# Nick Gibb

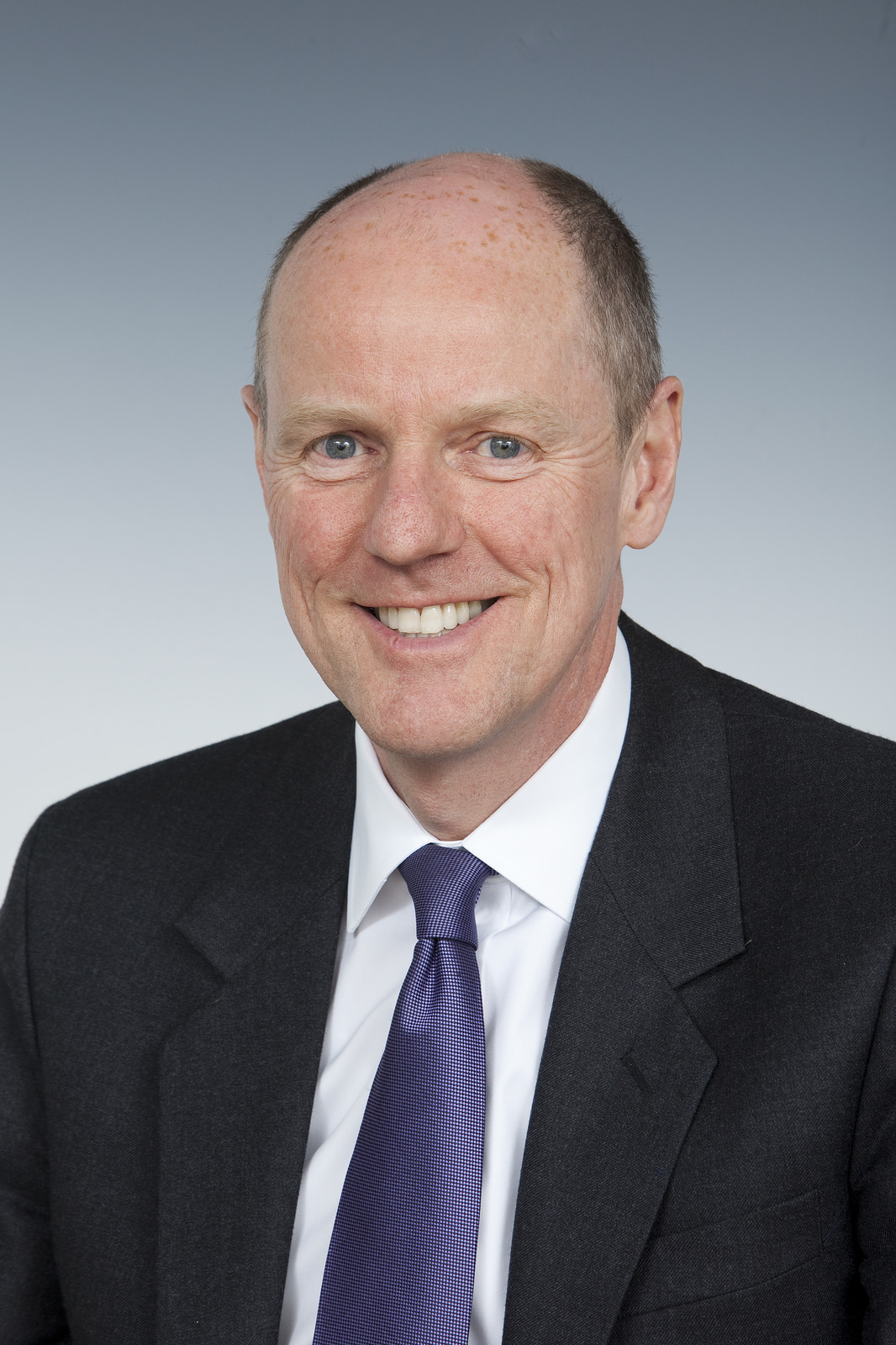
Nick Gibb

Sir Nick Gibb (* 3. September 1960 in Amersham, Buckinghamshire) ist ein britischer Politiker der Conservative Party.

## Leben
Gibb besuchte die Bedford Modern School, die Maidstone Grammar School, die Roundhay School Leeds und studierte Rechtswissenschaften an der Durham University. 1984 wurde er Mitarbeiter beim Unternehmen KPMG, für das er bis 1997 tätig war. Gibb ist seit 1. Mai 1997 Abgeordneter im House of Commons, wo er den Wahlkreis Bognor Regis and Littlehampton vertritt. Von 2010 bis 2012 und erneut seit dem 15. Juli 2014 ist Gibb Staatssekretär im Bildungsministerium. Im Juni 2015 wurde in der Öffentlichkeit bekannt, dass er seinen Lebensgefährten Michael Simmonds heiraten wird, mit dem er über 29 Jahre zusammenlebt.
Zu Beginn des Jahres 2025 wurde er als Knight Bachelor in den Adelsstand erhoben.

## Werke (Auswahl)
- Forgotten Closed Shop: Case for Voluntary Membership of Student Unions, (gemeinschaftlich mit David Neil-Smith), 1985, Cleveland Press ISBN 0-948194-01-4
- Simplifying Taxes 1987
- Duty to Repeal, 1989, Adam Smith Institute ISBN 1-870109-71-6
- Bucking the Market, 1990
- Maintaining Momentum, 1992